# Yannick Kocon
Yannick Kocon (ur. 20 sierpnia 1986 w Évry) – francuski łyżwiarz figurowy, startujący w konkurencji solistów, a następnie w parach sportowych reprezentując Włochy z Nicole Della Monica. Uczestnik igrzysk olimpijskich (2010), uczestnik mistrzostw świata i Europy, medalista zawodów międzynarodowych oraz dwukrotny mistrz Włoch (2009, 2010).

## Osiągnięcia

### Pary sportowe

#### Z Nicole Della Monica (Włochy)

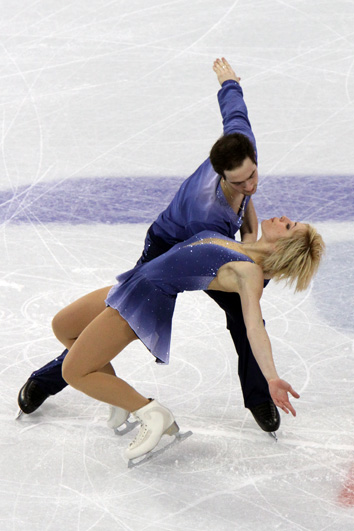
Della Monica i Kocon na igrzyskach olimpijskich 2010

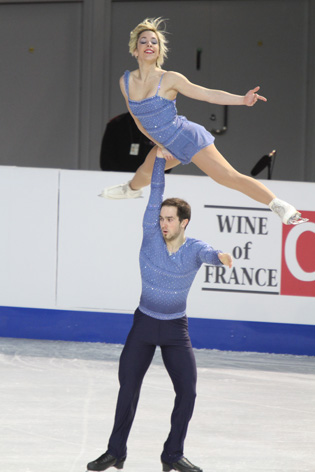
Della Monica i Kocon wykonujący podnoszenie z trzymaniem ręka-ręka z przodu z grupy 5 na mistrzostwach Europy 2010

| Zawody                                | 07–08          | 08–09          | 09–10          | 10–11          |                |                |                |                |                |                |                |                |                |                |                |                |                |
| Międzynarodowe                        | Międzynarodowe | Międzynarodowe | Międzynarodowe | Międzynarodowe | Międzynarodowe | Międzynarodowe | Międzynarodowe | Międzynarodowe | Międzynarodowe | Międzynarodowe | Międzynarodowe | Międzynarodowe | Międzynarodowe | Międzynarodowe | Międzynarodowe | Międzynarodowe | Międzynarodowe |
| ------------------------------------- | -------------- | -------------- | -------------- | -------------- | -------------- | -------------- | -------------- | -------------- | -------------- | -------------- | -------------- | -------------- | -------------- | -------------- | -------------- | -------------- | -------------- |
| Igrzyska olimpijskie                  |                |                | 12             |                |                |                |                |                |                |                |                |                |                |                |                |                |                |
| Mistrzostwa świata                    |                | 18             |                |                |                |                |                |                |                |                |                |                |                |                |                |                |                |
| Mistrzostwa Europy                    |                | 6              | 6              |                |                |                |                |                |                |                |                |                |                |                |                |                |                |
| GP Cup of China                       |                |                |                | 6              |                |                |                |                |                |                |                |                |                |                |                |                |                |
| GP Cup of Russia                      |                |                | 5              |                |                |                |                |                |                |                |                |                |                |                |                |                |                |
| Golden Spin Zagrzeb                   |                | 2              |                | WD             |                |                |                |                |                |                |                |                |                |                |                |                |                |
| International Cup of Nice             |                |                |                | 2              |                |                |                |                |                |                |                |                |                |                |                |                |                |
| NRW Trophy                            |                | 1              | 1              |                |                |                |                |                |                |                |                |                |                |                |                |                |                |
| Międzynarodowe: Kategorie młodzieżowe |                |                |                |                |                |                |                |                |                |                |                |                |                |                |                |                |                |
| Mistrzostwa świata juniorów           | 14             |                |                |                |                |                |                |                |                |                |                |                |                |                |                |                |                |
| Krajowe                               |                |                |                |                |                |                |                |                |                |                |                |                |                |                |                |                |                |
| Mistrzostwa Włoch                     | 1 J            | 1              | 1              | WD             |                |                |                |                |                |                |                |                |                |                |                |                |                |

### Soliści (Francja)
| Zawody                                | 00–01          | 01–02          | 02–03          | 03–04          | 04–05          | 05–06          | 06–07          |                |                |                |                |                |                |                |                |                |                |
| Międzynarodowe                        | Międzynarodowe | Międzynarodowe | Międzynarodowe | Międzynarodowe | Międzynarodowe | Międzynarodowe | Międzynarodowe | Międzynarodowe | Międzynarodowe | Międzynarodowe | Międzynarodowe | Międzynarodowe | Międzynarodowe | Międzynarodowe | Międzynarodowe | Międzynarodowe | Międzynarodowe |
| ------------------------------------- | -------------- | -------------- | -------------- | -------------- | -------------- | -------------- | -------------- | -------------- | -------------- | -------------- | -------------- | -------------- | -------------- | -------------- | -------------- | -------------- | -------------- |
| International Cup of Nice             |                |                |                |                |                |                | 5              |                |                |                |                |                |                |                |                |                |                |
| Międzynarodowe: Kategorie młodzieżowe |                |                |                |                |                |                |                |                |                |                |                |                |                |                |                |                |                |
| Mistrzostwa świata juniorów           |                |                |                |                |                | 19             |                |                |                |                |                |                |                |                |                |                |                |
| JGP w Andorze                         |                |                |                |                |                | 8              |                |                |                |                |                |                |                |                |                |                |                |
| JGP w Rumunii                         |                |                |                |                | 9              |                |                |                |                |                |                |                |                |                |                |                |                |
| JGP na Słowacji                       |                |                |                |                |                | 8              |                |                |                |                |                |                |                |                |                |                |                |
| JGP na Ukrainie                       |                |                |                |                | 12             |                |                |                |                |                |                |                |                |                |                |                |                |
| Gardena Spring Trophy                 |                |                |                | 5              |                |                |                |                |                |                |                |                |                |                |                |                |                |
| Krajowe                               |                |                |                |                |                |                |                |                |                |                |                |                |                |                |                |                |                |
| Mistrzostwa Francji                   |                |                |                | 13th           | 8th            | 9th            | 13th           |                |                |                |                |                |                |                |                |                |                |
| Mistrzostwa Francji juniorów          | 1 N            |                | 2              | 4              | 3              |                |                |                |                |                |                |                |                |                |                |                |                |